# Садовий (колійний пост)
Садо́вий — пасажирський залізничний колійний пост Луганської дирекції Донецької залізниці.
Розташований неподалік від селища Молодіжне, Попаснянський район, Луганської області на лінії Дебальцеве — Попасна між станціями Попасна (7 км) та Мар'ївка (10 км).
Через військову агресію Росії на сході Україні транспортне сполучення припинене.